# Parameter
För andra betydelser, se Parameter (olika betydelser).
En parameter är en storhet som betraktas som konstant i en given situation men som kan anta andra konstanta värden i andra situationer. Parametrar används i matematiska formler, inom programmering, i parametriserade konstruktionsbeskrivningar, i inställbara apparater med mera.
Om en storhet ska klassas som parameter eller variabel beror ofta på sammanhanget.
Inom datavetenskap och programmering benämns ibland samma företeelse både parameter och variabel. Det gäller speciellt argument i funktionsprocedurers argumentlista. Genom att anroparen ger argumenten värden eller adresser vid anropet, bestäms i detalj vad funktionen ska göra just denna gång. Men samma funktion kan användas av olika anropare där den matematiska synen på vad som ska kallas variabel och parameter kan vara olika. Funktionen själv ser inte dessa sammanhang utan gör bara en isolerad beräkning varje gång någon anropar den. I dess perspektiv kan argumenten lika gärna kallas parametrar som variabler. Ofta kallas de just argument, och ges ibland till och med prefixet "a" för att särskilja dem från lokala variabler.

## Exempel
y = kx + m är räta linjens ekvation där x är variabel, y är funktionsvärde medan k och m är parametrar. För att få en rät linje i xy-planet måste man först välja och fixera värden för parametrarna. Om de varierade medan man räknar ut olika punkter på linjen, skulle linjen inte bli rät. Den skulle inte ens bli likadan från gång till gång. Vitsen med att införa parametrar är att generalisera ekvationen så att den kan användas för att beskriva i stort sett vilka räta linjer som helst.
I fysik används parameter även som ett begrepp för storheter som inte är bevisat konstanta, till exempel Hubbleparametern.